# (12897) Bougeret
(12897) Bougeret (1998 RY5) – planetoida z grupy pasa głównego asteroid okrążająca Słońce w ciągu 3,3 lat w średniej odległości 2,22 j.a. Odkryta 13 września 1998 roku.